# Zac-kuk
Sak Kʼukʼ, även känd under namnen Muwaan Mat, Lady Sak Kʼukʼ och Lady Beastie, död 12 september 640, var regerande drottning av den mayanska staten Palenque mellan 19 oktober 612 och 615.

## Biografi
Sak Kʼukʼ var dotter till Janahb Pakal, som var bror eller far till kung Ajen Yohl Mat, som regerade 604–612. Sak K'uk' gifte sig med adelsmannen K'an Mo' Hix och flyttade från Palenque. Paret fick sonen K'inich Janaab' Pakal.
Under år 612 avled både hennes farbror/bror kung Ajen Yohl Mat och hennes far Janahb Pakal under loppet av några månader efter ett nederlag mot Calakmul föregående år. En kris uppstod i tronföljden eftersom Ajen Yohl Mat hade avlidit utan arvingar. 
Zac-kuk återvände till Palenque och utropades till regerande drottning 19 oktober 612. Hennes son var då nio år gammal och för ung för att regera, och hennes egen regering har ibland beskrivits som en tillfällig förmyndarregering. När hennes son uppnådde tolv års ålder 615 abdikerade hon till hans förmån, förklarade honom myndig och utropade honom till sin efterträdare.
I praktiken bedöms Zac-kuk trots sin abdikation ha fortsatt regera de facto fram till sin död. Hennes son regerade från 615 till 683, men nästan ingen regeringshandling är nämnd av honom före hans mors död 640. Till exempel är hans mor dokumenterad som den härskare som firade förseglingen av tidsperioden Kʼatun 9.10.0.0.0 (25 januari 633) och inte han, trots att det var han som formellt regerade då.